# Omansk rial
Omansk rial eller omansk riyal (Or - Omani rial) är den valuta som används i Oman på den Arabiska halvön i sydöstra Asien. Valutakoden är OMR. 1 Riyal är lika mycket värt som 1000 baiza.
Valutan infördes 1973 och ersatte den tidigare Riyal Saidi (inte samma valuta som den saudiarabiska rialen) som infördes 1970 och i sin tur ersatte den tidigare gulfrupien.
Valutan har en fast växelkurs sedan 1986 till 2,61 US dollar (USD), det vill säga 1 OMD = 2,61 USD och 1 USD = 0,38 OMD.

## Användning
Valutan ges ut av Central Bank of Oman – CBO. Denna grundades 1975, ombildades 2000 och har huvudkontoret i Muskat.

## Valörer
- Mynt: inga Riyalmynt
- Underenhet: 5, 10, 25 och 50 baiza
- Sedlar: 100, 200, 250 och 500 baiza; ½, 1, 5, 10, 20 och 50 OMD[1][2]